# Wyldwood
Wyldwood es un lugar designado por el censo ubicado en el condado de Bastrop en el estado estadounidense de Texas. En el Censo de 2010 tenía una población de 2505 habitantes y una densidad poblacional de 79,91 personas por km².

## Geografía
Wyldwood se encuentra ubicado en las coordenadas 30°7′50″N 97°28′46″O / 30.13056, -97.47944. Según la Oficina del Censo de los Estados Unidos, Wyldwood tiene una superficie total de 31.35 km², de la cual 31.16 km² corresponden a tierra firme y (0.59%) 0.18 km² es agua.

## Demografía
Según el censo de 2010, había 2505 personas residiendo en Wyldwood. La densidad de población era de 79,91 hab./km². De los 2505 habitantes, Wyldwood estaba compuesto por el 76.13% blancos, el 5.43% eran afroamericanos, el 1.28% eran amerindios, el 0.96% eran asiáticos, el 0.08% eran isleños del Pacífico, el 12.18% eran de otras razas y el 3.95% pertenecían a dos o más razas. Del total de la población el 27.5% eran hispanos o latinos de cualquier raza.

## Educación
El Distrito Escolar Independiente de Bastrop gestiona las escuelas públicas que sirven al lugar. La Bluebonnet Elementary School sirve a la mayoría del lugar, y la Cedar Creek Elementary School sirve a una parte pequeña. La Cedar Creek Intermediate School, la Cedar Creek Middle School, y la Cedar Creek High School sirve a todo del lugar.